# Fußballclub Hansa Rostock 2020-2021
Questa voce raccoglie le informazioni riguardanti il Fußballclub Hansa Rostock nelle competizioni ufficiali della stagione 2020-2021.

## Stagione
Nella stagione 2020-2021 l'Hansa Rostock, allenato da Jens Härtel, concluse il campionato di 3. Liga al 2º posto e fu promosso in 2. Bundesliga. In Coppa di Germania l'Hansa Rostock fu eliminato al primo turno dallo Stoccarda. In Coppa Meclemburgo-Pomerania Anteriore l'Hansa Rostock arrivò agli ottavi di finale, poi la competizione fu interrotta.

## Rosa
| N. |                     | Ruolo | Calciatore         |
| -- | ------------------- | ----- | ------------------ |
| 1  | Germania (bandiera) | P     | Markus Kolke       |
| 3  | Germania (bandiera) | D     | Julian Riedel      |
| 4  | Germania (bandiera) | D     | Damian Roßbach     |
| 5  | Germania (bandiera) | C     | Simon Rhein        |
| 6  | Germania (bandiera) | C     | Björn Rother       |
| 7  | Germania (bandiera) | D     | Nico Neidhart      |
| 8  | Germania (bandiera) | C     | Bentley Bahn       |
| 9  | Germania (bandiera) | A     | Erik Engelhardt    |
| 10 | Germania (bandiera) | C     | Korbinian Vollmann |
| 11 | Germania (bandiera) | C     | Aaron Herzog       |
| 14 | Italia (bandiera)   | D     | Max Reinthaler     |
| 15 | Germania (bandiera) | A     | Lion Lauberbach    |
| 16 | Germania (bandiera) | D     | Nils Butzen        |
| 17 | Germania (bandiera) | A     | Gian Luca Schulz   |

| N. |                        | Ruolo | Calciatore            |
| -- | ---------------------- | ----- | --------------------- |
| 18 | Paesi Bassi (bandiera) | A     | John Verhoek          |
| 19 | Germania (bandiera)    | C     | Manuel Farrona-Pulido |
| 20 | Germania (bandiera)    | C     | Lukas Scherff         |
| 21 | Slovenia (bandiera)    | A     | Nik Omladič           |
| 22 | Germania (bandiera)    | P     | Luis Klatte           |
| 23 | Germania (bandiera)    | D     | Sven Sonnenberg       |
| 24 | Germania (bandiera)    | C     | Jan Löhmannsröben     |
| 25 | Germania (bandiera)    | C     | Oliver Daedlow        |
| 27 | Germania (bandiera)    | C     | Luca Horn             |
| 28 | Germania (bandiera)    | A     | Maurice Litka         |
| 30 | Germania (bandiera)    | P     | Ben Voll              |
| 38 | Germania (bandiera)    | C     | Tobias Schwede        |
| 39 | Germania (bandiera)    | A     | Pascal Breier         |

## Organigramma societario
Area tecnica
- Allenatore: Jens Härtel
- Allenatore in seconda: Uwe Ehlers, Ronny Thielemann
- Preparatore dei portieri: Dirk Orlishausen
- Preparatori atletici: Björn Bornholdt

## Calciomercato

### Sessione estiva
| Acquisti | Acquisti          | Acquisti               | Acquisti |
| R.       | Nome              | da                     | Modalità |
| -------- | ----------------- | ---------------------- | -------- |
| C        | Luca Horn         | Wolfsburg              |          |
| C        | Jan Löhmannsröben | Preußen Münster        |          |
| C        | Aaron Herzog      | Borussia M'gladbach II |          |
| D        | Damian Roßbach    | Karlsruhe              |          |
| C        | Björn Rother      | Magdeburgo             |          |
| A        | Gian Luca Schulz  | Union Fürstenwalde     |          |

| Cessioni | Cessioni              | Cessioni       | Cessioni |
| R.       | Nome                  | a              | Modalità |
| -------- | --------------------- | -------------- | -------- |
| D        | Maximilian Ahlschwede | TuS Dassendorf |          |
| D        | Paul Wiese            | Bonner         |          |
| C        | Mirnes Pepić          | Duisburg       |          |
| C        | Tanju Öztürk          | RW Oberhausen  |          |
| D        | Nico Rieble           | Lubecca        |          |
| A        | Michel Ulrich         | Berliner AK 07 |          |
| P        | Alexander Sebald      | Rödinghausen   |          |
| C        | Nico Granatowski      | Osnabrück      |          |
| A        | Daniel Hanslik        | Holstein Kiel  |          |
| C        | Nikolas Nartey        | Stoccarda      |          |
| A        | Aaron Opoku           | Amburgo        |          |
| C        | Rasmus Thellufsen     | Aalborg        |          |

### Sessione invernale
| Acquisti | Acquisti        | Acquisti        | Acquisti |
| R.       | Nome            | da              | Modalità |
| -------- | --------------- | --------------- | -------- |
| C        | Philip Türpitz  | Sandhausen      |          |
| C        | Tobias Schwede  | Wehen Wiesbaden |          |
| A        | Lion Lauberbach | Holstein Kiel   |          |
| C        | Simon Rhein     | Norimberga      |          |

| Cessioni | Cessioni | Cessioni | Cessioni |
| R.       | Nome     | a        | Modalità |
| -------- | -------- | -------- | -------- |

## Risultati

### 3. Liga

#### Girone di andata
| Arbitro: | Burda |

|                                   |           |              |
| Löhmannsröben 56’ Breier 65’, 75’ | Marcatori | 32’ Scepanik |

| Arbitro: | Bacher |

|                               |           |  |
| Jacob 5’ (rig.) Shipnoski 83’ | Marcatori |  |

| Rostock 4 ottobre 2020, ore 13:00 CEST 3ª giornata | Hansa Rostock | 0 – 0 referto | Uerdingen 05 | Ostseestadion (7 500 spett.)\| Arbitro: \| Winter \| |
| Arbitro:                                           | Winter        |               |              |                                                      |

| Arbitro: | Hanslbauer |

|                       |           |                                        |
| Yildirim 37’ Kurt 54’ | Marcatori | 31’ (rig.) Bahn 35’ Neidhart 42’ Litka |

| Arbitro: | Oldhafer |

|          |           |             |
| Bahn 50’ | Marcatori | 42’ Erdmann |

| Arbitro: | Waschitzki-Günther |

|                |           |                       |
| Martinovic 44’ | Marcatori | 42’ Litka 48’ Verhoek |

| Arbitro: | Bokop |

|                                                   |           |                       |
| Bahn 24’ Verhoek 25’, 50’ Riedel 49’ Vollmann 69’ | Marcatori | 81’ (rig.) Wunderlich |

| Kaiserslautern 2 novembre 2020, ore 19:00 CET 8ª giornata | Kaiserslautern | 0 – 0 referto | Hansa Rostock | Fritz-Walter-Stadion (0 spett.)\| Arbitro: \| Schultes \| |
| Arbitro:                                                  | Schultes       |               |               |                                                           |

| Arbitro: | Schwengers |

|                                  |           |  |
| Bahn 7’ (rig.) Berzel 28’ (aut.) | Marcatori |  |

| Arbitro: | Günsch |

|          |           |              |
| Boyd 25’ | Marcatori | 51’ Vollmann |

| Arbitro: | Gräfe |

|            |           |                                             |
| Breier 43’ | Marcatori | 14’ Daferner 30’ Hartmann 41’ Königsdörffer |

| Arbitro: | Jablonski |

|          |           |             |
| Beck 31’ | Marcatori | 53’ Verhoek |

| Arbitro: | Braun |

|                               |           |  |
| Riedel 60’ Farrona-Pulido 66’ | Marcatori |  |

| Arbitro: | Winter |

|                     |           |             |
| Hollerbach 35’, 49’ | Marcatori | 68’ Verhoek |

| Arbitro: | Haslberger |

|  |           |                          |
|  | Marcatori | 36’ Rama 90’ (rig.) Amin |

| Arbitro: | Thomsen |

|          |           |  |
| Röhl 37’ | Marcatori |  |

| Arbitro: | Burda |

|  |           |                                 |
|  | Marcatori | 16’ Omladič 49’ (aut.) Schikora |

| Arbitro: | Gräfe |

|             |           |  |
| Verhoek 55’ | Marcatori |  |

| Arbitro: | Haslberger |

|               |           |  |
| Benyamina 48’ | Marcatori |  |

#### Girone di ritorno
| Arbitro: | Oldhafer |

|                   |           |                        |
| Sicker 34’ (rig.) | Marcatori | 6’, 29’ Farrona-Pulido |

| Arbitro: | Burda |

|                                                 |           |                         |
| Verhoek 15’ (rig.) Rother 54’ Neidhart 86’, 90’ | Marcatori | 7’ Shipnoski 90’ Froese |

| Arbitro: | Siewer |

|  |           |            |
|  | Marcatori | 67’ Breier |

| Arbitro: | Bokop |

|                                     |           |                                 |
| Verhoek 54’ Omladič 59’ Türpitz 90’ | Marcatori | 4’ (rig.) Janjić 38’ Schikowski |

| Monaco di Baviera 13 febbraio 2021, ore 14:00 CET 24ª giornata | Monaco 1860  | 0 – 0 referto | Hansa Rostock | Grünwalder Stadion (0 spett.)\| Arbitro: \| Weickenmeier \| |
| Arbitro:                                                       | Weickenmeier |               |               |                                                             |

| Arbitro: | Thomsen |

|              |           |  |
| Neidhart 22’ | Marcatori |  |

| Arbitro: | Fritsch |

|          |           |                       |
| Risse 6’ | Marcatori | 13’ Rother 72’ Breier |

| Arbitro: | Gräfe |

|                         |           |           |
| Omladič 47’ Roßbach 90’ | Marcatori | 25’ Kraus |

| Arbitro: | Fritz |

|  |           |                                         |
|  | Marcatori | 45’ Farrona-Pulido 59’ Bahn 90’ Omladič |

| Arbitro: | Müller |

|            |           |  |
| Verhoek 7’ | Marcatori |  |

| Dresda 4 aprile 2021, ore 14:00 CEST 30ª giornata | Dinamo Dresda | 0 – 0 referto | Hansa Rostock | Rudolf-Harbig-Stadion (0 spett.)\| Arbitro: \| Ittrich \| |
| Arbitro:                                          | Ittrich       |               |               |                                                           |

| Arbitro: | Jablonski |

|  |           |                             |
|  | Marcatori | 25’ Atik 90’ (rig.) Bertram |

| Arbitro: | Osmanagic |

|  |           |             |
|  | Marcatori | 45’ Verhoek |

| Arbitro: | Braun |

|                 |           |              |
| Bahn 50’ (rig.) | Marcatori | 90’ Carstens |

| Arbitro: | Oldhafer |

|                          |           |                                    |
| Ballmert 60’ Hemlein 67’ | Marcatori | 27’ Verhoek 44’ Breier 90’ Türpitz |

| Arbitro: | Waschitzki-Günther |

|             |           |                   |
| Verhoek 69’ | Marcatori | 57’ Eckert-Ayensa |

| Rostock 8 maggio 2021, ore 14:00 CEST 36ª giornata | Hansa Rostock | 0 – 0 referto | Zwickau | Ostseestadion (0 spett.)\| Arbitro: \| Ittrich \| |
| Arbitro:                                           | Ittrich       |               |         |                                                   |

| Arbitro: | Erbst |

|  |           |             |
|  | Marcatori | 25’ Türpitz |

| Arbitro: | Schröder |

|                 |           |               |
| Bahn 41’ (rig.) | Marcatori | 26’ Benyamina |

### Coppa di Germania
| Arbitro: | Zwayer |

|  |           |            |
|  | Marcatori | 42’ Mvumpa |

### Meclemburgo-Pomerania Anteriore
| 30 ottobre 2020, ore 15:30 CET Terzo turno | Hansa Rostock | 9 – 0 | Penkuner SV Rot-Weiß |  |

| 14 novembre 2020, ore CET Ottavi di finale | Neubrandenburg | – non disputata | Hansa Rostock |  |

## Statistiche

### Statistiche di squadra
| Competizione                          | Punti | In casa | In casa | In casa | In casa | In casa | In casa | In trasferta | In trasferta | In trasferta | In trasferta | In trasferta | In trasferta | Totale | Totale | Totale | Totale | Totale | Totale | DR  |
| Competizione                          | Punti | G       | V       | N       | P       | Gf      | Gs      | G            | V            | N            | P            | Gf           | Gs           | G      | V      | N      | P      | Gf     | Gs     | DR  |
| ------------------------------------- | ----- | ------- | ------- | ------- | ------- | ------- | ------- | ------------ | ------------ | ------------ | ------------ | ------------ | ------------ | ------ | ------ | ------ | ------ | ------ | ------ | --- |
| 3. Liga                               | 71    | 19      | 10      | 6       | 3       | 29      | 18      | 19           | 10           | 5            | 4            | 23           | 15           | 38     | 20     | 11     | 7      | 52     | 33     | +19 |
| Coppa di Germania                     | -     | 1       | 0       | 0       | 1       | 0       | 1       | 0            | 0            | 0            | 0            | 0            | 0            | 1      | 0      | 0      | 1      | 0      | 1      | -1  |
| Coppa Meclemburgo-Pomerania Anteriore | -     | 1       | 1       | 0       | 0       | 9       | 0       | 0            | 0            | 0            | 0            | 0            | 0            | 1      | 1      | 0      | 0      | 9      | 0      | +9  |
| Totale                                | 71    | 21      | 11      | 6       | 4       | 38      | 19      | 19           | 10           | 5            | 4            | 23           | 15           | 40     | 21     | 11     | 8      | 61     | 34     | +27 |

### Andamento in campionato
| Giornata  | 1 | 2 | 3  | 4 | 5 | 6 | 7 | 8 | 9 | 10 | 11 | 12 | 13 | 14 | 15 | 16 | 17 | 18 | 19 | 20 | 21 | 22 | 23 | 24 | 25 | 26 | 27 | 28 | 29 | 30 | 31 | 32 | 33 | 34 | 35 | 36 | 37 | 38 |
| --------- | - | - | -- | - | - | - | - | - | - | -- | -- | -- | -- | -- | -- | -- | -- | -- | -- | -- | -- | -- | -- | -- | -- | -- | -- | -- | -- | -- | -- | -- | -- | -- | -- | -- | -- | -- |
| Luogo     | C | T | C  | T | C | T | C | T | C | T  | C  | T  | C  | T  | C  | T  | T  | C  | T  | T  | C  | T  | C  | T  | C  | T  | C  | T  | C  | T  | C  | T  | C  | T  | C  | C  | T  | C  |
| Risultato | V | P | N  | V | N | V | V | N | V | N  | P  | N  | V  | P  | P  | P  | V  | V  | P  | V  | V  | V  | V  | N  | V  | V  | V  | V  | V  | N  | P  | V  | N  | V  | N  | N  | V  | N  |
| Posizione | 1 | 9 | 11 | 7 | 7 | 4 | 3 | 2 | 2 | 2  | 4  | 5  | 4  | 5  | 6  | 8  | 6  | 5  | 6  | 4  | 4  | 3  | 3  | 3  | 3  | 2  | 2  | 2  | 2  | 2  | 2  | 2  | 2  | 2  | 2  | 2  | 2  | 2  |

Legenda:

Luogo: C = Casa; T = Trasferta. Risultato: V = Vittoria; N = Pareggio; P = Sconfitta.

### Statistiche dei giocatori
| Giocatore         | 3. Liga  | 3. Liga | 3. Liga     | 3. Liga    | Coppa di Germania | Coppa di Germania | Coppa di Germania | Coppa di Germania | Totale   | Totale | Totale      | Totale     |
| Giocatore         | Presenze | Reti    | Ammonizioni | Espulsioni | Presenze          | Reti              | Ammonizioni       | Espulsioni        | Presenze | Reti   | Ammonizioni | Espulsioni |
| ----------------- | -------- | ------- | ----------- | ---------- | ----------------- | ----------------- | ----------------- | ----------------- | -------- | ------ | ----------- | ---------- |
| B. Bahn           | 36       | 7       | 7           | 0          | 1                 | 0                 | 0                 | 0                 | 37       | 7      | 7           | 0          |
| P. Breier         | 33       | 6       | 2           | 0          | 1                 | 0                 | 0                 | 0                 | 34       | 6      | 2           | 0          |
| N. Butzen         | 12       | 0       | 1           | 0          | 1                 | 0                 | 0                 | 0                 | 13       | 0      | 1           | 0          |
| O. Daedlow        | 18       | 0       | 1           | 0          | 0                 | 0                 | 0                 | 0                 | 18       | 0      | 1           | 0          |
| E. Engelhardt     | 11       | 0       | 1           | 0          | 1                 | 0                 | 0                 | 0                 | 12       | 0      | 1           | 0          |
| M. Farrona-Pulido | 23       | 4       | 3           | 0          | 1                 | 0                 | 1                 | 0                 | 24       | 4      | 4           | 0          |
| A. Herzog         | 13       | 0       | 0           | 0          | 1                 | 0                 | 0                 | 0                 | 14       | 0      | 0           | 0          |
| L. Horn           | 8        | 0       | 1           | 0          | 0                 | 0                 | 0                 | 0                 | 8        | 0      | 1           | 0          |
| L. Klatte         | 0        | 0       | 0           | 0          | 0                 | 0                 | 0                 | 0                 | 0        | 0      | 0           | 0          |
| M. Kolke          | 38       | 0       | 2           | 0          | 1                 | 0                 | 1                 | 0                 | 39       | 0      | 3           | 0          |
| L. Lauberbach     | 11       | 0       | 0           | 0          | 0                 | 0                 | 0                 | 0                 | 11       | 0      | 0           | 0          |
| M. Litka          | 16       | 2       | 3           | 0          | 1                 | 0                 | 0                 | 0                 | 17       | 2      | 3           | 0          |
| J. Löhmannsröben  | 35       | 1       | 10          | 1          | 1                 | 0                 | 0                 | 0                 | 36       | 1      | 10          | 1          |
| N. Neidhart       | 35       | 4       | 7           | 1          | 1                 | 0                 | 0                 | 0                 | 36       | 4      | 7           | 1          |
| N. Omladič        | 25       | 4       | 4           | 0          | 0                 | 0                 | 0                 | 0                 | 25       | 4      | 4           | 0          |
| M. Reinthaler     | 7        | 0       | 0           | 0          | 0                 | 0                 | 0                 | 0                 | 7        | 0      | 0           | 0          |
| S. Rhein          | 19       | 0       | 5           | 0          | 0                 | 0                 | 0                 | 0                 | 19       | 0      | 5           | 0          |
| J. Riedel         | 32       | 2       | 2           | 1          | 1                 | 0                 | 1                 | 0                 | 33       | 2      | 3           | 1          |
| B. Rother         | 27       | 2       | 10          | 0          | 1                 | 0                 | 1                 | 0                 | 28       | 2      | 11          | 0          |
| D. Roßbach        | 25       | 1       | 7           | 1          | 1                 | 0                 | 0                 | 0                 | 26       | 1      | 7           | 1          |
| L. Scherff        | 28       | 0       | 6           | 1          | 1                 | 0                 | 0                 | 0                 | 29       | 0      | 6           | 1          |
| G. Schulz         | 5        | 0       | 1           | 0          | 0                 | 0                 | 0                 | 0                 | 5        | 0      | 1           | 0          |
| T. Schwede        | 11       | 0       | 0           | 0          | 0                 | 0                 | 0                 | 0                 | 11       | 0      | 0           | 0          |
| S. Sonnenberg     | 30       | 0       | 4           | 0          | 0                 | 0                 | 0                 | 0                 | 30       | 0      | 4           | 0          |
| A. Straith        | 0        | 0       | 0           | 0          | 0                 | 0                 | 0                 | 0                 | 0        | 0      | 0           | 0          |
| P. Türpitz        | 14       | 3       | 2           | 0          | 0                 | 0                 | 0                 | 0                 | 14       | 3      | 2           | 0          |
| J. Verhoek        | 31       | 12      | 8           | 1          | 1                 | 0                 | 0                 | 0                 | 32       | 12     | 8           | 1          |
| B. Voll           | 0        | 0       | 0           | 0          | 0                 | 0                 | 0                 | 0                 | 0        | 0      | 0           | 0          |
| K. Vollmann       | 23       | 2       | 2           | 0          | 1                 | 0                 | 0                 | 0                 | 24       | 2      | 2           | 0          |